# Alberto Mario Cirese
Alberto Mario Cirese (Avezzano, 19 giugno 1921 – Roma, 1º settembre 2011) è stato un antropologo italiano.

## Biografia
La madre Aida Ruscitti era maestra elementare, così come il padre, il poeta molisano Eugenio Cirese, che poi divenne direttore, quindi ispettore scolastico.
Alberto Cirese ha studiato all'Università di Roma, dove si è laureato con Paolo Toschi nel 1944. Nel 1942 partecipò a Dresda in rappresentanza dell'Italia ad un incontro della gioventù studentesca dell'Asse organizzato dalle autorità germaniche tenendo una relazione sul tema "La coscienza europea". Nel dopoguerra ha partecipato attivamente alla vita politica locale e nazionale. A Rieti è stato consigliere comunale per il PSI ininterrottamente dal 1º gennaio 1946 al 21 aprile 1970, assessore dal 1946 al 1952 nella prima giunta comunale dopo il fascismo, guidata da Angelo Sacchetti Sassetti, poi assessore provinciale (1952-1956) e anche presidente della provincia di Rieti sebbene per due sole settimane, nel maggio 1958.
Tra il 1947 ed il 1957 scrive sull'Avanti!, su Socialismo, sul Calendario del Popolo, su Mondo Operaio, su Paese Sera. Dal 1956 al 1959 fa parte della commissione cultura nazionale del Partito Socialista Italiano. Parallelamente proseguiva la sua formazione di ricercatore e di studioso. Ai primissimi anni Cinquanta risale l'avvio dell'attività di raccolta sul campo di testi e musiche di tradizione orale. Queste rilevazioni, alcune delle quali in collaborazione con Diego Carpitella, furono svolte in Sabina e in Molise, in parte per il Centro Nazionale di Studi di Musica Popolare diretto da Giorgio Nataletti, in parte per la rivista La Lapa, che Cirese curava insieme al padre Eugenio.
Del 1953 è un soggiorno con borsa di studio presso il Musée de l'Homme di Parigi, allora diretto da Georges Henri Rivière. Presso la Facoltà di Lettere dell'Università di Roma studia con Raffaele Pettazzoni alla Scuola di perfezionamento in Scienze etnologiche, e svolge attività di assistente volontario presso la cattedra di Etnologia (1953-1957), per la quale collabora anche con Ernesto de Martino. La carriera accademica si avvia con l'abilitazione alla libera docenza in Letteratura delle tradizioni popolari, ottenuta nel 1956. A partire dall'anno successivo è chiamato a insegnare Storia delle tradizioni popolari all'Università di Cagliari, dove rimarrà fino al 1972, insegnandovi anche Antropologia culturale e guidando, con Ernesto de Martino e Clara Gallini, un vario complesso di studi e interessi, individuato poi come Scuola antropologica di Cagliari, con collaboratori e allievi quali Enrica Delitala, Giulio Angioni, Placido Cherchi, Carla Pasquinelli, Pietro Clemente, Pier Giorgio Solinas e molti altri.
Nel 1961 è, con Giuseppe Bonomo e Giovanni Battista Bronzini, nella terna dei vincitori del secondo concorso a cattedra tenuto in Italia per la Storia delle tradizioni popolari (il primo concorso aveva visto vincitori nel 1948 Giuseppe Cocchiara, Paolo Toschi e Carmelina Naselli). Nella seconda metà degli anni Sessanta Cirese collabora con il neonato Istituto Ernesto de Martino fondato a Milano da Gianni Bosio, e cura l'edizione di vari testi della collana Strumenti di lavoro. Archivi del mondo popolare. Tra il 1968 e il 1972 coordina il lavoro di quaranta ricercatori che, per conto della Discoteca di Stato, effettuano la prima rilevazione di «tradizioni orali non cantate» (fiabe, leggende, aneddoti, indovinelli, proverbi, ecc.) che documenta tutto il territorio italiano.
L'inventario delle registrazioni, classificate per tipi, motivi e argomenti, verrà pubblicato a cura dello stesso Cirese e di Liliana Serafini, sua moglie, nel 1975. Dopo Cagliari, Cirese passa a insegnare Antropologia culturale prima a Siena, dal 1972 al 1974, e poi a Roma, dal 1973 al 1991. A Roma è anche il primo coordinatore del dottorato in Scienze etnoantropologiche, costituito nel 1988. Dal 1997 fu nominato Professore Emerito della Facoltà di Lettere e Filosofia dell'Università di Roma "La Sapienza". Nel 2003 fu infine nominato direttore del museo etnografico dedicato a Alfredo Majorano a Taranto.

## Temi di studio e di ricerca
Molti sono i temi di studio e di ricerca a cui Cirese ha dedicato la sua attenzione. Tra questi un posto di rilievo spetta alla storia degli studi. Riprendendo e rinnovando l'opera di Giuseppe Cocchiara, Cirese ha dedicato alla demologia italiana quadri d'insieme, storie locali, profili su temi specifici e numerosi contributi su singoli studiosi, raccoglitori e autori. A questo lavoro di ricostruzione storica si accompagnano le riflessioni teoriche sulla circolazione sociale dei fatti culturali, sui dislivelli di cultura, sulle relazioni tra cultura egemone e culture subalterne condotte soprattutto in rapporto allo studio dei testi di tradizione orale, scritta o mista diffusi in ambito popolare, e in dialogo con le posizioni di Giuseppe Vidossi, Vittorio Santoli e principalmente di Antonio Gramsci.
La letteratura popolare è stata per Cirese anche uno dei terreni d'elezione per lo studio di forme e strutture. La logica, la semiotica, alcuni lavori di Propp e di Lévi-Strauss fanno da riferimento per esperimenti di formalizzazione e di modellizzazione condotti su proverbi e forme metriche tradizionali; ma anche lo studio delle relazioni di parentela è stato condotto con particolare attenzione agli aspetti logico-formali, come nel caso dei mutos e dei mutettus sardi. L'interesse per la comparazione dei fatti culturali, per il loro studio condotto con metalinguaggi astratti e con il ricorso al mezzo informatico (che assume valore euristico e non solo strumentale), si associa alla convinzione che l'unità della mente e dell'esperienza umane siano non solo fondate su dati biologici, ma anche comprovabili con dati culturali. È un tema già presente in Tylor, in Frazer e in Lévi-Strauss, e a cui Cirese non vuol rinunciare, rivendicando per l'antropologia la possibilità dello studio delle invarianze accanto a quello delle differenze, la legittimità della considerazione dell'altro non come «altro da sé» ma come un «altro sé».
Molto presto Cirese ha iniziato a fare uso sistematico del computer per le proprie ricerche. Si collocano tra la fine degli anni Sessanta e l'inizio dei Settanta l'esperimento di elaborazione elettronica di un gruppo di testi della Raccolta Barbi, l'apertura della collaborazione col Centro Nazionale Universitario di Calcolo Elettronico di Pisa per un progetto di soggettario demologico informatizzato e il trattamento al calcolatore dei testi di poesia popolare pubblicati da Niccolò Tommaseo. Agli inizi degli anni Ottanta datano invece le prime versioni dei programmi per il calcolo delle relazioni di parentela elaborati da Cirese stesso. A questi se ne sono aggiunti altri che riguardano il funzionamento del calendario Maya.
Un'altra delle aree del lavoro di Cirese è quella dell'antropologia dei patrimoni culturali: il censimento, la catalogazione, la classificazione, la conservazione e la valorizzazione dei beni culturali demo-etno-antropologici (denominazione da lui stesso coniata). Cirese se ne è occupato sia in termini teorici, scrivendo per esempio di museografia contadina e di arte popolare, e discutendo sulla nozione di beni volatili o inoggettuali (da altri autori detti «beni immateriali»), sia in termini pratici: ricordiamo solo il lavoro del Repertorio e Atlante Demologico Sardo, avviato ai tempi dell'insegnamento a Cagliari, e quello già ricordato condotto tra il 1968 e il 1975 con la Discoteca di Stato.
Il fondo archivistico Cirese è conservato presso la biblioteca della Fondazione Varrone (ex biblioteca Benedetto Riposati) a Rieti.

## Opere principali
- Saggi sulla cultura meridionale I. Gli studi di tradizioni popolari nel Molise. Profilo storico e saggio di bibliografia, Roma, De Luca, 1955.
- Volume secondo dei canti popolari del Molise, Rieti, Nobili, 1957.
- La poesia popolare, Palermo, Palumbo, 1958.
- Poesia sarda e poesia popolare nella storia degli studi, Sassari, Gallizzi, 1961.
- Cultura egemonica e culture subalterne. Rassegna degli studi sul mondo popolare tradizionale. Seconda edizione accresciuta. Palermo, Palumbo, 1973.
- Tradizioni orali non cantate. A cura di A. M. Cirese e L. Serafini. Con la collaborazione iniziale di A. Milillo. Roma, Ministero per i beni culturali e ambientali, Discoteca di Stato, 1975.
- Intellettuali, folklore, istinto di classe. Note su Verga, Deledda, Scotellaro, Gramsci, Torino, Einaudi, 1976.
- Oggetti, segni, musei. Sulle tradizioni contadine, Torino, Einaudi, 1977.
- Intellettuali e mondo popolare nel Molise, Isernia, Marinelli, 1983.
- Segnicità fabrilità procreazione. Appunti etnoantropologici, Roma, C.I.S.U., 1984.
- Ragioni metriche. Versificazioni e tradizioni orali, Palermo, Sellerio, 1988.
- La Lapa. Argomenti di storia e letteratura popolare (1953-1955), Di Eugenio e Alberto Mario Cirese. Ristampa anastatica a cura dell'Istituto 'Eugenio Cirese' di Rieti. Isernia, Marinelli, 1991.
- Dislivelli di cultura e altri discorsi inattuali, Roma, Meltemi Editore, 1997.
- Il dire e il fare nelle opere dell'uomo, Gaeta, Bibliotheca, 1998.
- Tra cosmo e campanile. Ragioni etiche e identità locali, Siena, Protagon, 2003.
- All'isola dei Sardi. Per un anniversario 1956-2006, Nuoro, Il Maestrale, 2006.
- Beni volatili, stili, musei, Prato, Gli Ori, 2007.
- Altri sé. Per una antropologia delle invarianze, Palermo, Sellerio, 2010.